# 6 декември
6 декември е 340-ият ден в годината според григорианския календар (341-ви през високосна). Остават 25 дни до края на годината.

## Събития
- 963 г. – Лъв VIII е избран за римски папа.
- 1240 г. – Армията на монголския владетел Бату Хан покорява Киевското княжество.
- 1534 г. – В Еквадор е образувана испанска колония с център – новия град Сан Франциско де Кито.
- 1741 г. – Елисавета става императрица на Русия след дворцов преврат.

- 1768 г. – За първи път е публикувана Енциклопедия Британика.
- 1774 г. – Австрия става първата страна в света, въвела държавно образование.
- 1790 г. – Седалището на Конгреса на САЩ се премества от Ню Йорк във Филаделфия и градът е обявен за временна столица на САЩ.
- 1877 г. – Започва издаването на вестник Вашингтон Поуст.
- 1879 г. – Съставено е второто правителство на България, начело с Климент Търновски.
- 1880 г. – В Източна Румелия натуралният десятък е заменен с поземлен данък.
- 1907 г. – При производствена катастрофа в мина в Мононга (Западна Вирджиния) загиват 361 работници.
- 1917 г. – Първата световна война: В Халифакс (Канада) избухва корабът Монблан, превозващ динамит, загиват около 1600 души, а по крайбрежието са разрушени 3000 сгради.
- 1917 г. – Новата власт в Русия арестува цар Николай II и членовете на неговото семейство.
- 1917 г. – Финландия обявява независимостта си от Русия.
- 1921 г. – Подписан е Англо-ирландски трактат, съгласно който Ирландия става самостоятелна държава – британски доминион, подобно на Австралия, Канада, Нова Зеландия и днешния ЮАР.
- 1945 г. – В САЩ е патентована микровълновата печка.
- 1955 г. – Четирите велики сили признават правото на неутралитет на Австрия.
- 1957 г. – Експлозия при изстрелването проваля пускането на първия Американски сателит.
- 1978 г. – В Испания е приета нова конституция на страната чрез референдум.
- 1990 г. – Възстановени са дипломатическите отношения между България и Ватикана.
- 1991 г. – Югославската армия бомбардира хърватския град Дубровник, след като го обсажда повече от месец.
- 1992 г. – 6 декември, Никулден, е обявен за официален празник на морския град Бургас.
- 1992 г. – В референдум населението на Швейцария отхвърля плана на правителството държавата да се присъедини към Европейския съюз.

- 1997 г. – Руски военен транспортен самолет Ан-124 Руслан се разбива в жилищен квартал в Иркутск, загиват 72 души.
- 2000 г. – В САЩ е създаден първият в света биоробот.
- 2001 г. – Канадската провинция Нюфаундленд е преименувана на Нюфаундленд и Лабрадор.
- 2003 г. – Създадена е Българоезична Уикипедия.
- 2005 г. – В Техеран (Иран) самолет пада върху жилищен блок, загиват над 120 души.

## Родени
- 1421 г. – Хенри VI, крал на Англия († 1471 г.)
- 1685 г. – Мария-Аделаида Савойска, савойска принцеса († 1712 г.)
- 1778 г. – Жозеф-Луи Гей-Люсак, френски физик († 1850 г.)
- 1792 г. – Вилем II, крал на Холандия († 1849 г.)
- 1808 г. – Тихо Обретенов, български общественик († 1869 г.)
- 1833 г. – Джон Сингълтън Мосби, американски военен († 1916 г.)
- 1841 г. – Фредерик Базил, френски художник († 1870 г.)
- 1844 г. – Иван Соколов, български революционер († 1907 г.)
- 1849 г. – Аугуст фон Макензен, германски фелдмаршал († 1945 г.)
- 1856 г. – Никола Рясков, български военен деец († 1917 г.)
- 1863 г. – Чарлс Мартин Хол, американски инженер († 1914 г.)
- 1864 г. – Пенчо Райков, български химик († 1940 г.)
- 1871 г. – Иван Манолев, български революционер († 1930 г.)
- 1875 г. – Елена Карамихайлова, българска художничка († 1961 г.)
- 1888 г. – Уил Хей, британски актьор († 1949 г.)
- 1889 г. – Робърт Уиншип Удръф, бизнесмен († 1985 г.)
- 1892 г. – Джордж Маунтбатън, втори маркиз на Милфорд Хейвън († 1938 г.)
- 1892 г. – Едуард Виктор Епълтън, британски физик, Нобелов лауреат († 1965 г.)
- 1898 г. – Гунар Мирдал, шведски икономист, Нобелов лауреат през 1974 г. († 1987 г.)
- 1904 г. – Ев Кюри, френска писателка († 2007 г.)
- 1907 г. – Джовани Ферари, италиански футболист († 1982 г.)
- 1913 г. – Николай Амосов, украински хирург († 2002 г.)
- 1920 г. – Джордж Портър, британски химик, Нобелов лауреат през 1967 г. († 2002 г.)
- 1920 г. – Дейв Брубек, американски джаз пианист и композитор († 2012 г.)
- 1924 г. – Павел Матев, български поет († 2006 г.)
- 1927 г. – Никола Рударов, български режисьор и актьор († 2010 г.)
- 1932 г. – Херберт Бергер, австрийски писател († 1999 г.)
- 1937 г. – Алберто Спенсър, еквадорски футболист († 2006 г.)
- 1942 г. – Йосиф, български духовник
- 1942 г. - Петер Хандке, автрийски писател
- 1947 г. – Лупита Ферер, венецуелска актриса
- 1948 г. – Кеке Розберг, финландски пилот от Формула 1
- 1950 г. – Джо Хисаиши, японски композитор
- 1954 г. – Радек Йон, чешки политик
- 1956 г. – Питър Бук, американски музикант (REM)
- 1958 г. – Ник Парк, британски художник
- 1963 г. – Улрих Томсен, датски актьор
- 1971 г. – Рихард Крайчек, холандски тенисист
- 1973 г. – Стефан Шилев, български политик и икономист
- 1975 г. – Даниел Моралес, бразилски футболист
- 1981 г. – Наталия Круз, канадска порнографска актриса
- 1981 г. – Федерико Балцарети, италиански футболист
- 1982 г. – Алберто Контадор, испански колоездач
- 1982 г. – Деница Гаджева, български политик
- 1985 г. – Дулсе Мария, мексиканска актриса

## Починали
- 343 г. – Свети Николай Мирликийски, източноримски духовник (* ок. 270 г.)
- 1185 г. – Афонсу I, крал на Португалия (* 1109 г.)
- 1352 г. – Клемент VI, римски папа (* 1291 г.)
- 1723 г. – Карл Лудвиг фон Насау-Саарбрюкен, немски граф (* 1665 г.)
- 1759 г. – Луиза-Елизабет Бурбон-Френска, френска благородничка (* 1727 г.)
- 1779 г. – Жан-Батист-Симеон Шарден, френски художник (* 1699 г.)
- 1868 г. – Август Шлайхер, германски езиковед (* 1821 г.)
- 1882 г. – Антъни Тролъп, английски писател (* 1815 г.)
- 1889 г. – Джеферсън Дейвис, американски политик (* 1808 г.)
- 1892 г. – Вернер фон Сименс, германски електротехник (* 1816 г.)
- 1905 г. – Виго Стукенберг, датски писател (* 1863 г.)
- 1927 г. – Ефрем Каранов, български фолклорист (* 1852 г.)
- 1935 г. – Панайот Пеев, български военен деец (* 1859 г.)
- 1942 г. – Афанасий Селишчев, руски славист (* 1866 г.)
- 1944 г. – Елена Снежина, българска актриса (* 1881 г.)
- 1953 г. – Константи Илдефонс Галчински, полски поет (* 1905 г.)
- 1960 г. – Димитър Хаджилиев, български писател (* 1895 г.)
- 1960 г. – Йордан Тренков, български революционер (* 1880 г.)
- 1988 г. – Рой Орбисън, американски певец (* 1936 г.)
- 1991 г. – Ричард Стоун, британски икономист, Нобелов лауреат през 1984 г. (* 1913 г.)
- 1993 г. – Данаил Василев, български композитор (* 1906 г.)
- 2000 г. – Светозар Вукманович, югославски политик (* 1912 г.)
- 2015 г. – Тотю Тотев, археолог и богослов, професор (* 1930 г.)
- 2019 г. – Стоянка Мутафова, българска актриса (* 1922 г.)

## Празници
- Православна и Католическа църква – Свети Николай Чудотворец, архиепископ Мирликийски, Чудотворец (Никулден)
- Белгия, Полша (Mikołajki), Унгария (Mikulás) и Холандия (Sinterklaas) – светски празник, по време на който Свети Николай е Дядо Коледа и раздава подаръци на децата
- България
  - Ден на банкера
  - Ден на търговеца
  - Ден на моряците и рибарите
  - Ден на дарителя
  - Бургас и Симеоновград – Празник на града
- Испания – Ден на конституцията (1978 г.)
- Канада – Национален ден за възпоменание и борба срещу насилието против жените
- Финландия – Ден на независимостта (от Русия, 1917 г., национален празник)